# جائزة نوبل في الأدب 2022
مُنحت جائزة نوبل في الأدب لعام 2022 للمؤلفة الفرنسية آني إرنو «لشجاعتها وبراعتها الموضوعيّة التي كشفت بها الجذور، والقيود الجماعيّة والتغريب للذاكرة الشخصية». تم الإعلان عن الجائزة من قبل الأكاديمية السويدية في 6 أكتوبر 2022.

## المرشحون
من بين الكتاب المرشحين والأقوى والمتنافسين على جائزة نوبل في الأدب لعام 2022:
- الروائي الروماني ميرسيا كورتوريسكو
- اليابانية هاروكي موراكامي
- الروائية يوكو تاوادا
- الروائية الروسية ليودميلا أوليتسكايا
- كاتبة المذكرات الفرنسية آني إرنو
- الروائية الكندية مارجريت أتوود
- الشاعر آن كارسون
- الكاتب المسرحي جون فوس
- الكاتبة الفرنسية في جوادلوبان ماريس كوندي
- الكتاب الصينيون كان شيوي ويان ليانك
- الروائية النيجيرية شيماندا نغوزي أديتشي
- الروائية الأيرلندية إدنا أوبراين
- الكاتب المسرحي الألماني بوثو شتراوس
- الفيلسوف يورجن هابرماس
- المؤلفان البريطانيان هيلاري مانتل ومارتن أميس
- الفرنسيان الكتابان هيلين سيكسوس وميشيل هوليبيك
- الروائيون الأمريكيون كولسون وايتهيد، إدموند وايت، جويس كارول أوتس، كورماك مكارثي، وتوماس بينشون
- الروائي الموزمبيقي ميا كوتو
- الكاتبة الرواندية سكولاستيك موكاسونجا[الإنجليزية]
- الروائي الأمريكي ستيفن كينج
- الفيلسوف البريطاني المولود في جامايكا لينتون كويسي جونسون.[6]

## الروابط الخارجية
- جائزة نوبل في الأدب
- الأكاديمية السويدية